# Trương Chí Trung
Trương Chí Trung sinh ngày 23 tháng 5 năm 1956. Dân tộc: Kinh. Trình độ chuyên môn: Thạc sĩ Quản trị kinh doanh. Trình độ lý luận chính trị: Cao cấp. Ngày vào Đảng: 7 tháng 10 năm 1993. Ngày chính thức: 7 tháng 10 năm 1994. Nguyên Phó Bí thư Tỉnh ủy, Chủ tịch UBND tỉnh Bắc Kạn. Chức vụ hiện nay: Thứ trưởng Bộ Tài chính (được bổ nhiệm theo Quyết định số 1002/QĐ-TTg, ngày 30 tháng 6 năm 2010 của Thủ tướng Chính phủ).